# Impatiens kilimanjari
Impatiens kilimanjari Oliv. è una pianta della famiglia delle Balsaminaceae, endemica del monte Kilimanjaro, in Tanzania.

## Descrizione

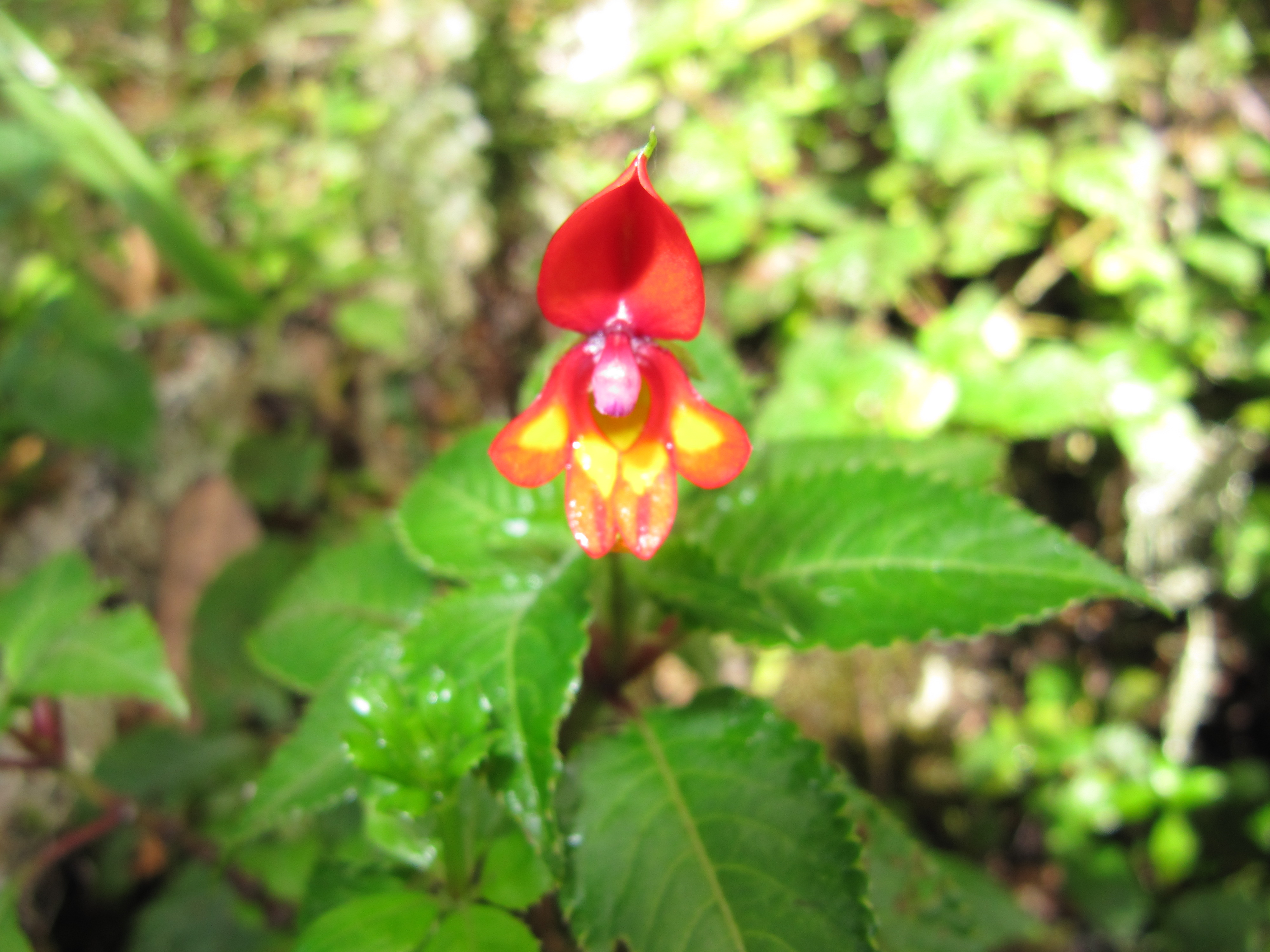
Fiore

È una pianta erbacea perenne che cresce fino a circa 45 cm di altezza, con foglie lucide, di colore verde brillante.
Il fiore, che ricorda vagamente quello delle orchidee, è di colore rosso-rosato, con macchie gialle; presenta uno sperone ricurvo, di colore giallo.

## Distribuzione e habitat
Questa specie è un endemismo del monte Kilimanjaro, in Tanzania.
Cresce nel sottobosco della foresta pluviale, tra 1800 e 2800 m di altitudine.